# Morton-Kliff
Das Morton-Kliff ist ein markantes, nahezu senkrecht aufragendes Felsenkliff im Nordosten der Livingston-Insel im Archipel der Südlichen Shetlandinseln. Mit einer Höhe von 35 m bildet es die westliche Geländestufe des Williams Point.
Das UK Antarctic Place-Names Committee benannte das Kliff 1997 nach Ashley Morton (* 1953), einem Vermessungsassistenten des British Antarctic Survey.